# جیمی آدامز
جیمی آدامز (انگلیسی: Jimmy Adams (footballer)؛ زادهٔ ۲ اوت ۱۹۳۷) یک بازیکن فوتبال است.